# Multiplicador d'aire

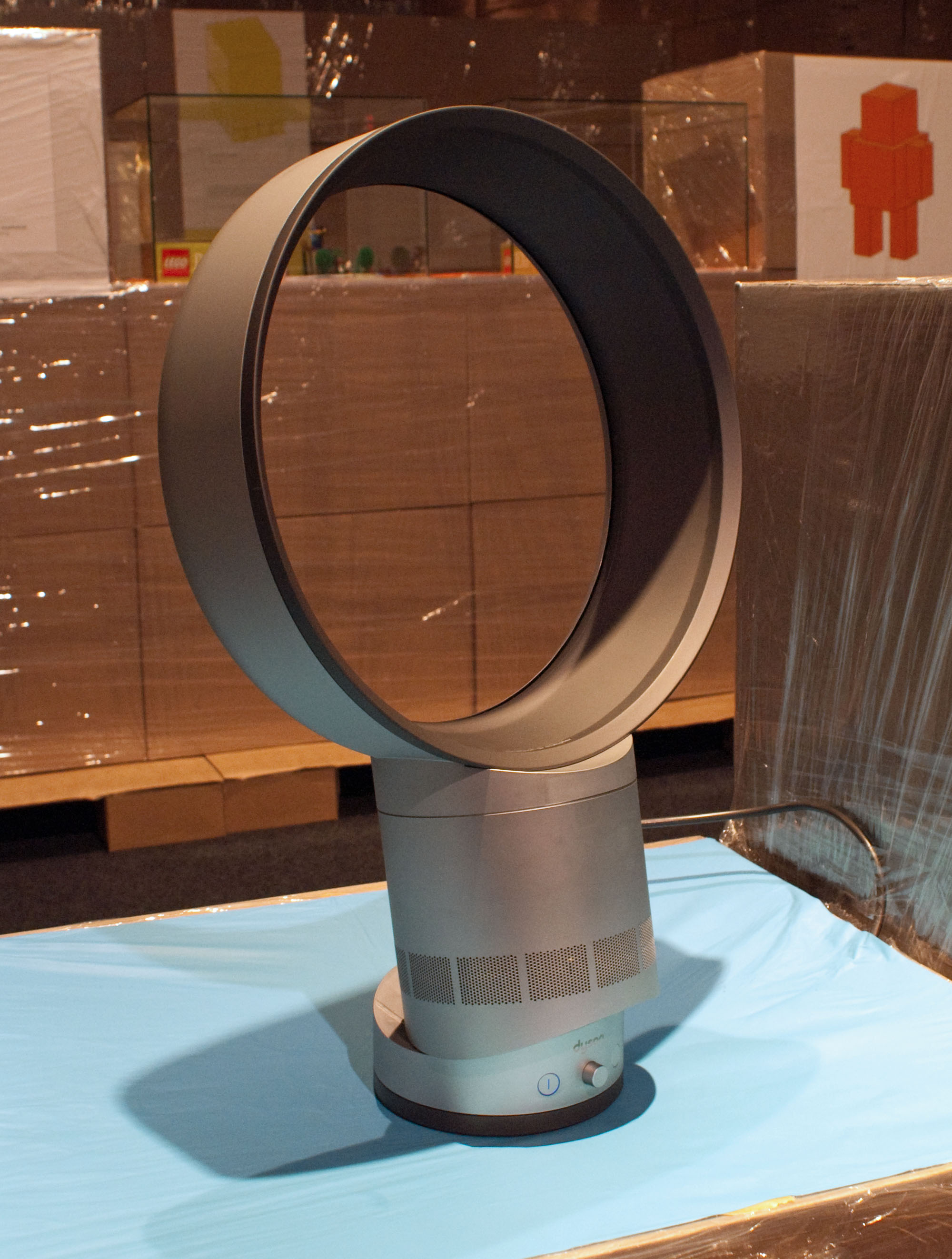
Dyson Air Multiplier

Un Multiplicador d'aire o multiplicador de flux Coandă és un tipus de ventilador que bufa l'aire a través d'un anell sense pales externes. Els seus pales estan ocultes a la base. El primer concepte va ser creat per Toshiba en 1981.  Dyson afirma que els seus ventiladors sense aspes produeixen un flux d'aire més constant i fort que els ventiladors tradicionals.

## Descripció
L'aire és aspirat per un ventilador a la base i després dirigit a l'exterior a través d'una tovera. De fet surt a l'exterior a través d'una tovera en forma d'anell (ranura interna al voltant de tot l'anell), passant per sobre d'una forma com la d'una ala d'avió. El dissenyador industrial Sir James Dyson va cridar al seu ventilador Air Multiplier.

## Història
Dyson va demandar a les companyies xineses, ja que van començar a vendre ventiladors sense aspes a un preu molt inferior als de Dyson. Els xinesos van respondre que Dyson no podia patentar una invenció que ja estava patentada, ja que Toshiba va inventar el ventilador a 1981 i la seva patent va expirar al cap de 20 anys.

## Ventilador Q
El 2015, Panasonic va anunciar un ventilador esfèric sense aspes, que és utilitzable com ventilador o com a regenerador d'aire.